# SC Fribourg
Ne doit pas être confondu avec SC Fribourg (féminines), Fribourg FC ou FC Fribourg.
Maillots
Actualités
Le SC Fribourg (en allemand : Sport-Club Freiburg e.V.) est un club de football allemand basé à Fribourg-en-Brisgau qui évolue en Bundesliga.
Le club, qui évolue de longue date entre les deux premières divisions d'Allemagne, participe à la Bundesliga, l'élite du football allemand entre 2009 et 2015. Après être descendu, il est tout de suite remonté et joue depuis en 1re division allemande.
La section féminine du SC Fribourg joue également dans la plus haute division allemande depuis 2011.
Depuis 1954, il est le résident du Schwarzwaldstadion, en 2021 il joue dans son nouveau stade, Europa-Park-Stadion.

## Historique

### Fondation
L'origine du SC Fribourg remonte à 1904, l'année de la fondation de deux clubs : le FC Schwalbe Freiburg en janvier et le Freiburger Fußballverein 04 deux mois plus tard. Les deux entités, rebaptisées respectivement FC Union Freiburg et  FC Mars, puis Sport Verein 04, fusionnent en 1912 et créent le Sportclub Freiburg. Le griffon est choisi comme emblème à cette occasion.

### L'entre deux guerres
En 1918, au lendemain de la Première Guerre mondiale, le SCF se lie temporairement au Freiburger FC pour former le KSG Freiburg. Le 13 décembre 1919, il rejoint au Freiburger Turnerschaft von 1844 (de), un club omnisports dont il devient la section football. En 1928, le club change temporairement d'attache et rejoint le Polizeisportvereins (PSV) Freiburg 1924 mais l'accord ne dure que deux ans. Sur le terrain, le club connait quelques succès, parvenant à jouer au plus haut niveau à partir de 1928, d'abord en Bezirksliga Baden (en) puis en Gauliga Baden, dont il est relégué dès sa première saison en 1934.

### L'après guerre
La fin de la Seconde Guerre mondiale voit les forces alliées dissoudre de la plupart des organisations existantes en Allemagne, parmi lesquelles les clubs sportifs. Ces derniers sont autorisés à se reconstituer après un an, mais sous un nouveau nom : l'ancien Sportclub devient le Verein für Leibesübungen Freiburg (VfL). En 1950, l'interdiction est levée ; deux ans plus tard, le club retrouve son identité, sous la présidence d'Hubert Pfaff. Au-delà de ces changements d'identité, le club ne connait qu'un succès modeste, dans l'ombre du Fribourg FC : à partir de 1950, le club évolue en Amateurliga Südbaden (en) (D3), et les seuls trophées qu'il remporte sont locaux. En 1965 et 1968 il remporte son championnat, mais s'incline en barrage de promotion en Regionalliga Sud.

### Chemin vers le sommet
En 1972, Achim Stocker (en), 37 ans, prend la tête du SCF et fait de Manfred Brief, arrivé comme joueur en 1964, son entraineur. L'équipe va progressivement se rapprocher des meilleures équipes de la compétition, jusqu'à décrocher en 1978 la promotion en 2. Bundesliga, la deuxième division allemande, où il rejoint son rival du FC Fribourg. Brief est remplacé par le vétéran Heinz Baas (en), qui assure le maintien du club. Malgré une grande instabilité sur le banc (le club connait dix-huit changements d'entraineur entre 1978 et 1991), le club parvient à se sauver chaque saison. Bien que modeste, l'équipe est reconnu pour son état d'esprit combatif.

### L'ère Finke (1991-2007)
En 1991 arrive Volker Finke, un entraineur qui a connu un certain succès dans des clubs amateurs. Pour sa première saison son équipe remporte la poule Sud mais ne termine que 3e place du groupe de montée. Avec le renfort de l'attaquant albanais Altin Rraklli, les Fribourgeois remportent la poule unique la saison suivante et accèdent pour la première fois à la première division. La découverte est difficile mais l'équipe parvient à se maintenir de justesse, à la différence de buts. L'année suivante, elle réalise pourtant un exercice historique, terminant la saison à la 3e place à seulement trois points du champion, le Borussia Dortmund. Les joueurs de Fribourg sont alors surnommés les Breisgau-Brasilianer en français : « les Brésiliens du Brisgau » pour la qualité du jeu pratiqué, et Rodolfo Esteban Cardoso, Uwe Wassmer ou Harry Decheiver comme joueurs vedettes. Éliminé au premier tour de la coupe de l'UEFA en 1995-1996 par le Slavia Prague, le club est finalement relégué en 1997, après quatre ans dans l'élite. Finke est maintenu au poste et obtient dès 1998 un retour dans l'élite. Après deux maintiens solides, le club crée de nouveau la surprise en 2001 en terminant à la 6e place, de nouveau qualificative pour l'Europe. Le parcours se termine cette fois en 16e de finale face au Feyenoord Rotterdam, reversé de la Ligue des champions et futur vainqueur de la compétition. Mais le club sombre en championnat et se trouve de nouveau relégué. Finke ramène de nouveau son club dans l'élite en un an, en remportant un nouveau titre de champion de deuxième division, dix ans après le premier. Le retour dans l'élite dure cette fois deux ans. Finke échoue à faire remonter le club, qui reste au pied du podium en 2006 et en 2007 (à la différence de buts), et démissionne finalement après seize ans à la tête du club, dont dix en première division.

### Robin Dutt (2007-2011)
Robin Dutt arrive du SV Stuttgarter Kickers pour reprendre l'équipe. Après des débuts difficiles, il retrouve le succès et remporte à son tour le championnat de deuxième division lors de sa deuxième saison, grâce notamment au renfort de Mohammadou Idrissou. Robin Dutt assure ensuite le maintien du club en 2010 et 2011 avant de quitter le club.

### Christian Streich (2011-2024)

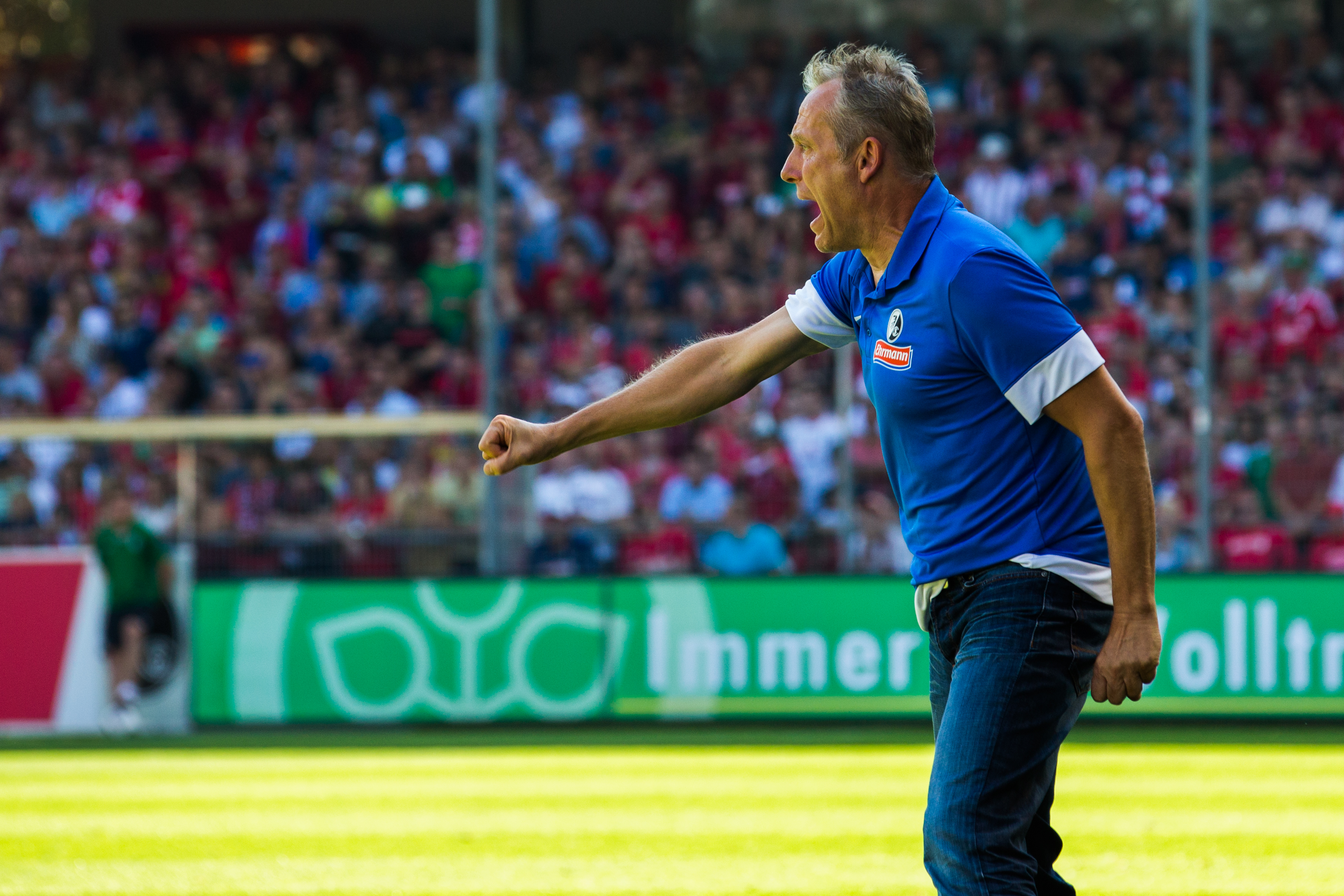
L’entraîneur Christian Streich.

Après le départ de Dutt pour le Bayer Leverkusen et son remplacement en interne, le SCF réalise une très mauvaise première moitié de saison 2011-2012. Le 10 Septembre 2011, le SC Fribourg enregistre entre autres sur le terrain du FC Bayern München la plus lourde défaite jamais enregistrée de son histoire en Bundesliga (0-7). Le remplacement de Marcus Sorg par Christian Streich, son adjoint, fin décembre 2011 contribue au maintien du club, qui aquiert un an plus tard, en 2013, la troisième qualification de son histoire pour une compétition européenne : la Ligue Europa 2013-2014. En coupe d'Allemagne, Fribourg atteint pour la première fois les demi-finales mais s'incline face au VfB Stuttgart.
En Ligue Europa le club ne dépasse pas le cap de la phase de poule.
En 2016 il remonte immédiatement après avoir passé une année en deuxième division. Le club termine alors à la septième place synonyme de qualification pour la Ligue Europa. Le club est éliminé dès le 3ème tour de qualification par le club slovène de Domžale.
Lors de la saison 2021-2022, l'équipe réussit sa première moitié de championnat, basculant à la troisième place fin décembre. Malgré quelques déboires de fin de saison, le club décroche la 6e place qualificative pour la Ligue Europa 2022-2023.
Le début de saison 2022-2023 se révèle vite sportivement fructueux pour le SC Fribourg. Le club qui remporte par ailleurs sa phase de poule en ligue europa et s'y qualifie donc directement pour les huitièmes de finale réussit quasi seul à tenir le rythme imposé par le Bayern de Munich sur la première partie de saison, demeurant deuxième à la mi-novembre pour la pause annuelle de Noël après une victoire sur l'Union Berlin 4 buts à 1.

## Bilan sportif

### Palmarès
Le tableau suivant récapitule les performances du SC Fribourg dans les différentes compétitions officielles allemandes et européennes.
| Compétitions nationales | Compétitions internationales                                                   |
| --- | ------------------------------------------------------------------------------ |
| - 1.Bundesliga - Meilleure performance : 3e en 1995 - DFB-Pokal - Meilleure performance : Finaliste en 2022 - 2.Bundesliga (4) - Champion : 1993 , 2003, 2009 et 2016 Anciennes compétitions - Amateurliga Südbaden (3) - Champion : 1965, 1968 et 1978 | - Ligue Europa - Meilleure performance : Huitième de finaliste en 2023 et 2024 |

### Bilan européen
Légende
- Victoire ou qualification pour le tour suivant
- Match nul
- Défaite ou élimination de la compétition

Note : dans les résultats ci-dessous, le score du club est toujours donné en premier.
| Saison    | Compétition  | Tour                | Club                | Domicile | Extérieur | Total     |
| --------- | ------------ | ------------------- | ------------------- | -------- | --------- | --------- |
| 1995-1996 | Coupe UEFA   | Premier tour        | Slavia Prague       | 1 - 2    | 0 - 0     | 1 - 2     |
| 2001-2002 | Coupe UEFA   | Premier tour        | Matador Púchov      | 2 - 1    | 0 - 0     | 2 - 1     |
| 2001-2002 | Coupe UEFA   | Deuxième tour       | FC Saint-Gall       | 0 - 1    | 4 - 1     | 4 - 2     |
| 2001-2002 | Coupe UEFA   | Troisième tour      | Feyenoord Rotterdam | 2 - 2    | 0 - 1     | 2 - 3     |
| 2013-2014 | Ligue Europa | Groupe H            | Séville FC          | 0 - 2    | 0 - 2     | Troisième |
| 2013-2014 | Ligue Europa | Groupe H            | GD Estoril-Praia    | 1 - 1    | 0 - 0     | Troisième |
| 2013-2014 | Ligue Europa | Groupe H            | Slovan Liberec      | 2 - 2    | 2 - 1     | Troisième |
| 2017-2018 | Ligue Europa | Troisième tour Q    | NK Domžale          | 1 - 0    | 0 - 2     | 1 - 2     |
| 2022-2023 | Ligue Europa | Groupe G            | Olympiakos          | 1 - 1    | 3 - 0     | Premier   |
| 2022-2023 | Ligue Europa | Groupe G            | Qarabağ FK          | 2 - 1    | 1 - 1     | Premier   |
| 2022-2023 | Ligue Europa | Groupe G            | FC Nantes           | 2 - 0    | 4 - 0     | Premier   |
| 2022-2023 | Ligue Europa | Huitièmes de finale | Juventus FC         | 0 - 2    | 0 - 1     | 0 - 3     |
| 2023-2024 | Ligue Europa | Groupe A            | West Ham United     | 1 - 2    | 0 - 2     | Deuxième  |
| 2023-2024 | Ligue Europa | Groupe A            | Olympiakós          | 5 - 0    | 3 - 2     | Deuxième  |
| 2023-2024 | Ligue Europa | Groupe A            | TSC Bačka Topola    | 5 - 0    | 3 - 1     | Deuxième  |
| 2023-2024 | Ligue Europa | Barrages            | RC Lens             | 3 - 2 ap | 0 - 0     | 3 - 2     |
| 2023-2024 | Ligue Europa | Huitièmes de finale | West Ham United     | 1 - 0    | 0 - 5     | 1 - 5     |
| 2025-2026 | Ligue Europa | Phase de ligue      |                     | -        | -         | -         |
| 2025-2026 | Ligue Europa | Phase de ligue      |                     | -        | -         | -         |
| 2025-2026 | Ligue Europa | Phase de ligue      |                     | -        | -         | -         |
| 2025-2026 | Ligue Europa | Phase de ligue      |                     | -        | -         | -         |
| 2025-2026 | Ligue Europa | Phase de ligue      |                     | -        | -         | -         |
| 2025-2026 | Ligue Europa | Phase de ligue      |                     | -        | -         | -         |
| 2025-2026 | Ligue Europa | Phase de ligue      |                     | -        | -         | -         |
| 2025-2026 | Ligue Europa | Phase de ligue      |                     | -        | -         | -         |

## Infrastructures
Le SC Fribourg est résident du Schwarzwald-Stadion (anciennement Stadion an der Schwarzwaldstraße, Mage Solar Stadion, Badenova-Stadion et Dreisamstadion), un stade inauguré en 1954. Initialement très modeste, l'enceinte s'est développée progressivement, avec les succès sportifs du club. Une première grande tribune est bâtie en 1970. En 1980, la capacité du stade passe à 15 000 places avec la construction d'une tribune et de gradins supplémentaires. Sa forme actuelle, faite de quatre tribunes rénovées, date des années 1990.
En 2013, le stade a une capacité de 24 000 places et comprend notamment la tribune où les supporters sont debout, la Nordtribune, de 6 000 places. Le stade est particulier pour la grande proximité des tribunes et des buts, séparés d'un mètre environ.

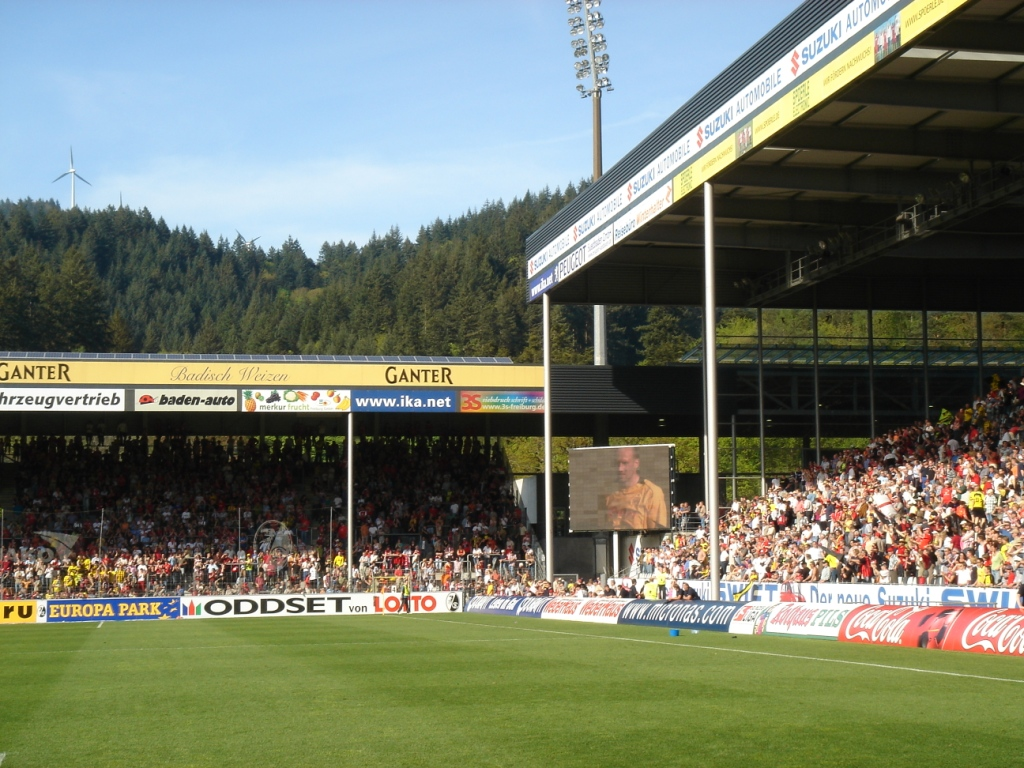
Le stade en 2005
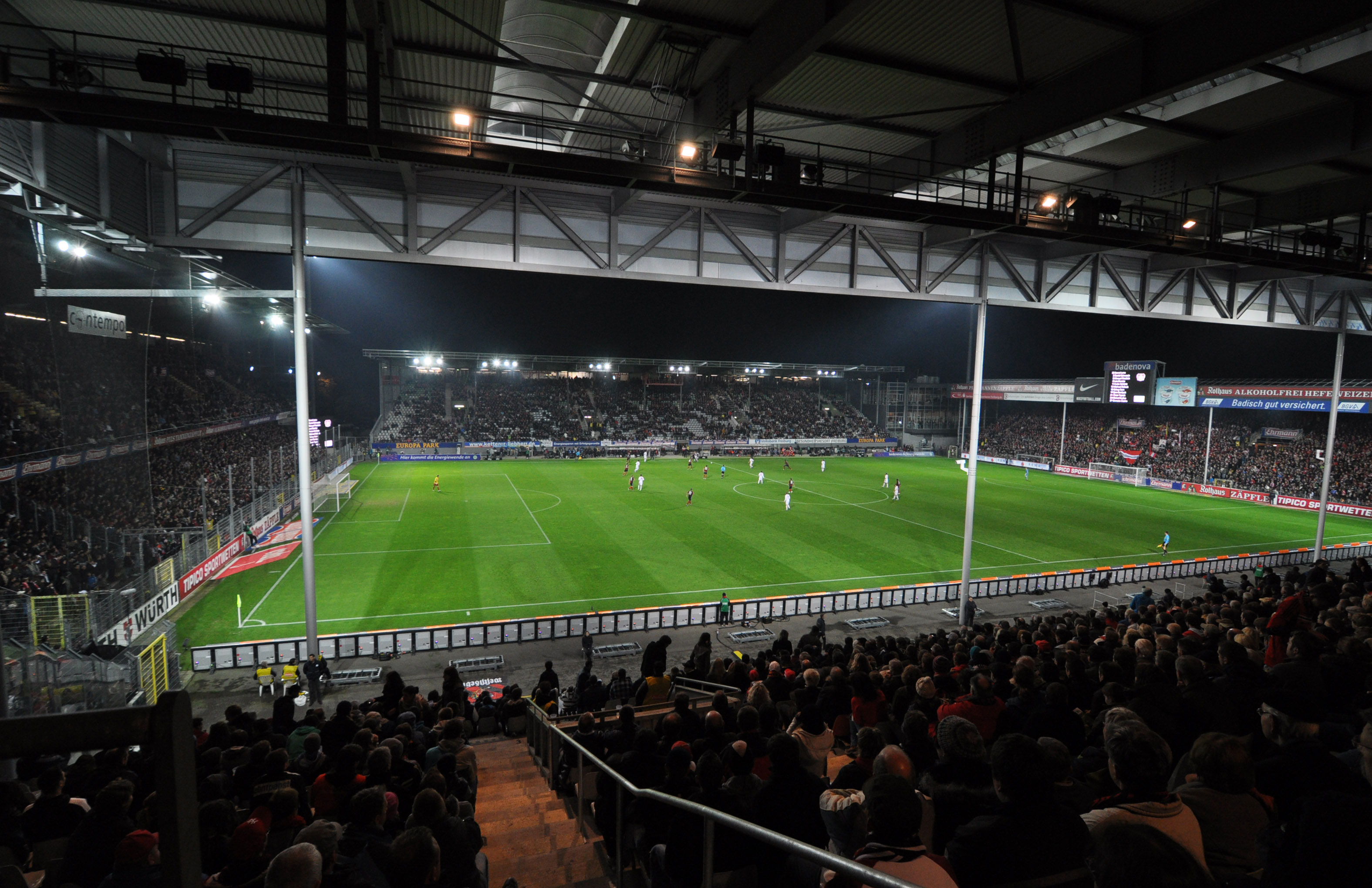
Le stade de nuit en 2011
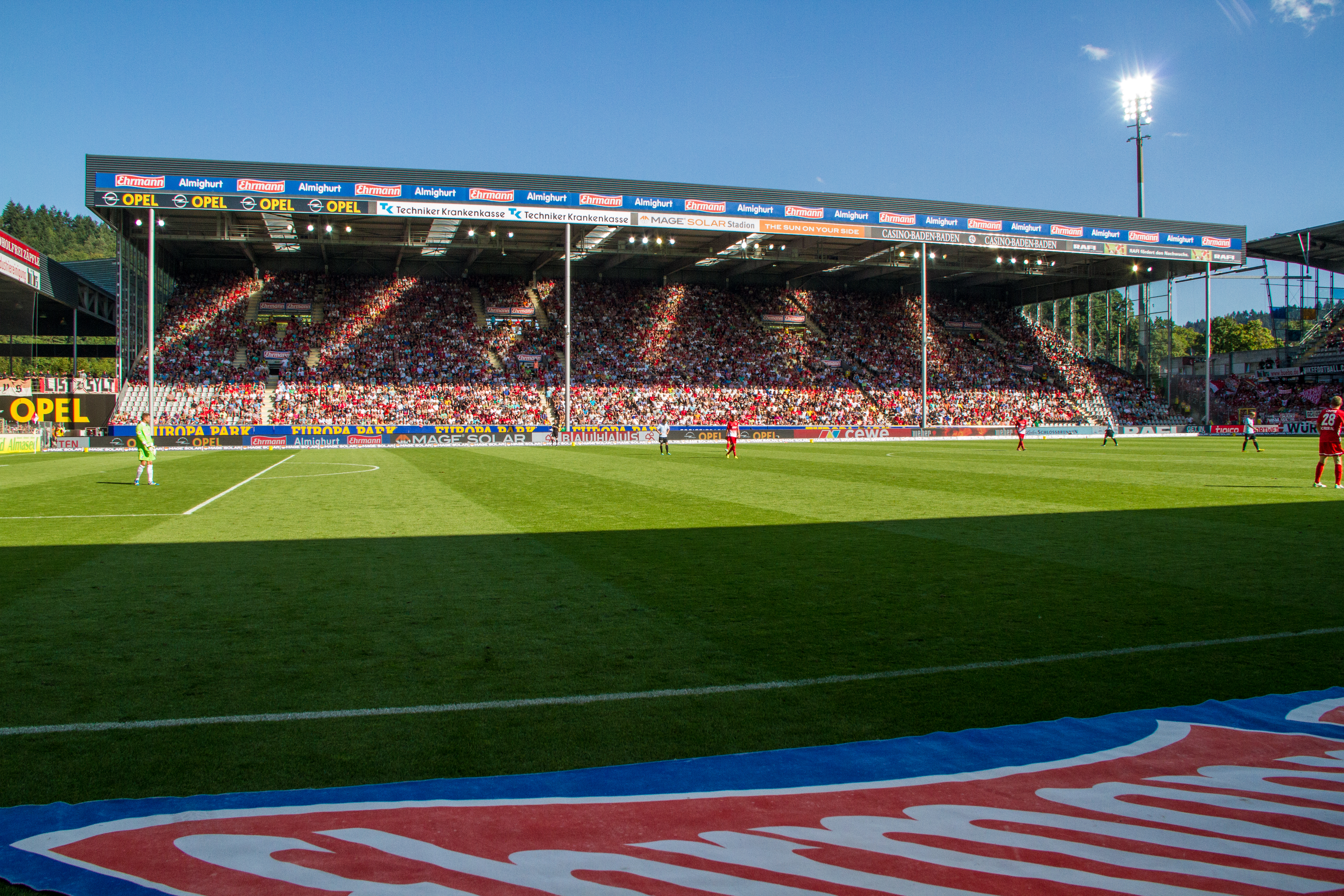
Tribune du public (Ouest)
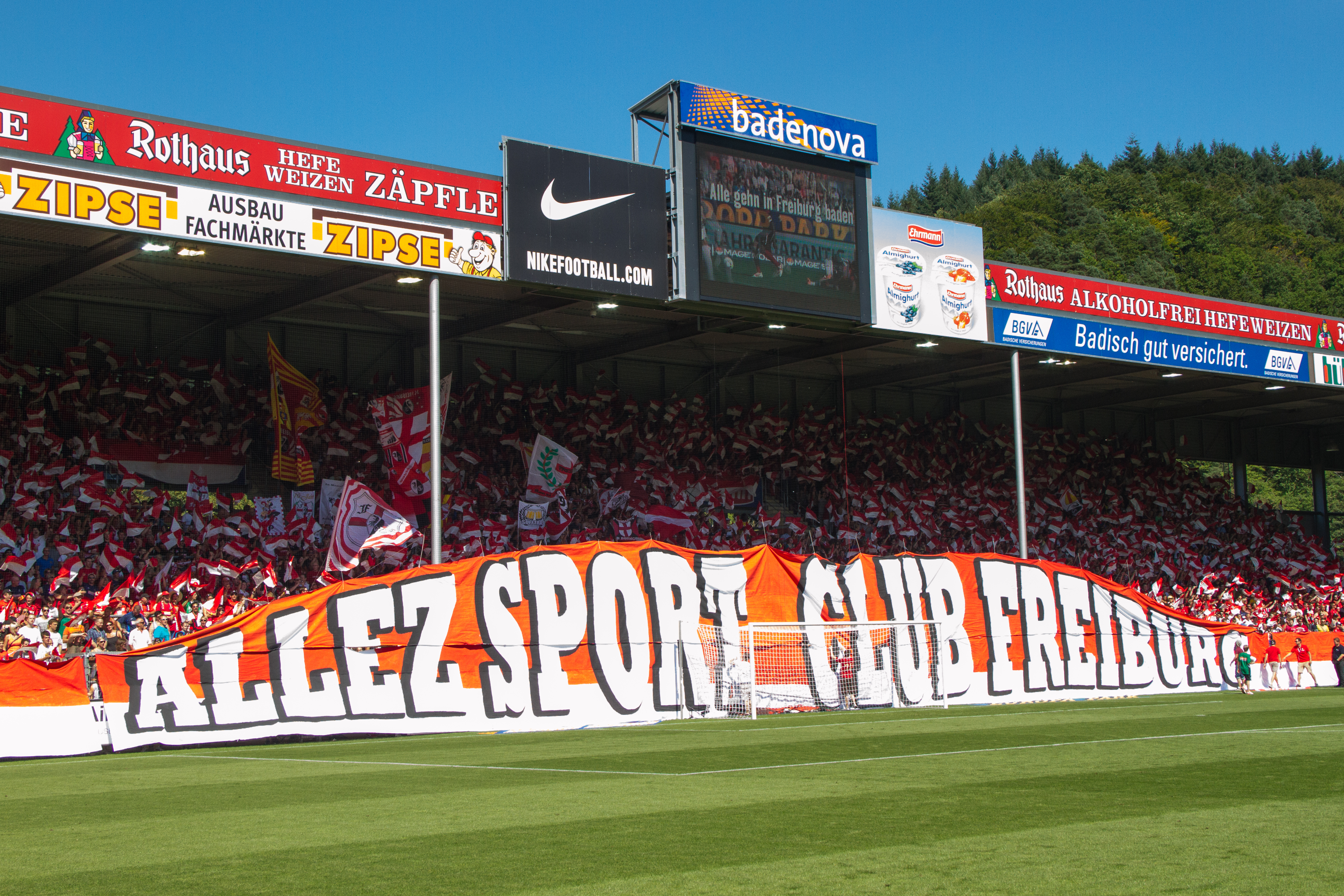
Tribune des supporters (Nord)

En février 2015, les habitants de Fribourg valident, par référendum local, la construction d'un nouveau stade qui pourrait accueillir les matchs de football dans le quartier de Wolfswinkel. Le nouveau stade de 34 700 places sera livré pour la saison 2020-2021. Le 16 octobre 2021, lors de la 8e journée de Bundesliga, a lieu le premier match officiel dans le nouveau stade renommé Europa-Park-Stadion. Lors de cette rencontre le SC Fribourg fait match nul 1 à 1 contre RB Leipzig.

## Personnages emblématiques

### Entraîneurs et présidents

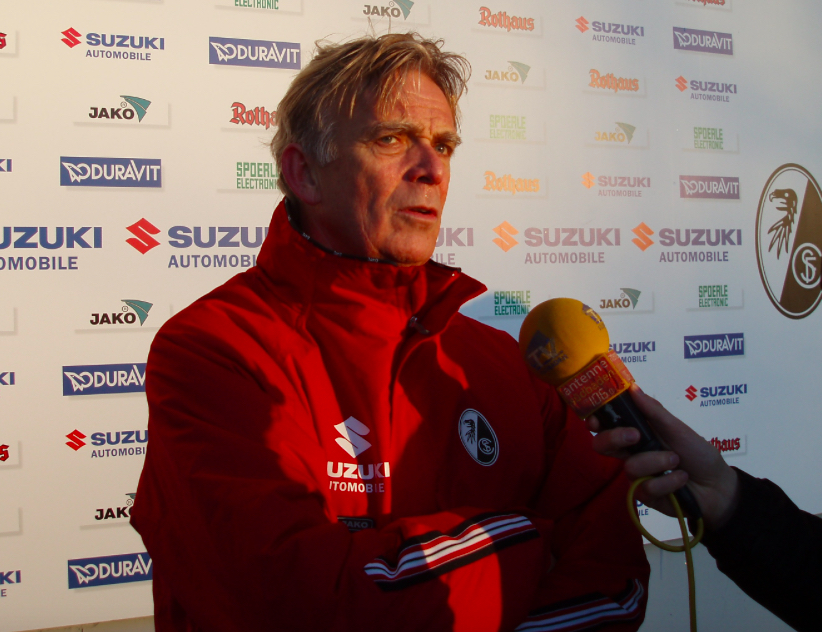
Volker Finke, ancien entraîneur du SCF.

Volker Finke, entraîneur du SCF de 1991 à 2007, détient le record du plus long mandat à la tête d'un club professionnel allemand. Il a connu pour unique président Achim Stocker (en), resté à la tête du club de 1972 à sa mort le 1er novembre 2009.
Liste des entraîneurs du SC Fribourg depuis 1946
- Andreas Munkert (en) (1946-1949)
- Arthur Mattes (1949-1950)
- Andreas Munkert (2) (1950-1953)
- Willi Hornung (1953-1955)
- Kurt Mannschott (1956-1958)
- Hans Roggow (de) (1960-1963)
- Hans Faber (1963-1964)
- Hans Diehl (1964-1969)
- Edgar Heilbrunner (1969-1972)
- Manfred Brief (1972–sep. 1978)
- Heinz Baas (en) (sep. 1978–1979)
- Norbert Wagner (1979–1980)
- Josef Becker (de) (1980–jan. 1981)
- Horst Zick (jan.-juin 1981)
- Lutz Hangartner (1981-1982)
- Werner Olk (1982-1983)
- Fritz Fuchs (en) (1983-1984)
- Antun Rudinski (1984-jan. 1986)
- Josef Becker (2) (jan.–mars 1986)
- Horst Zick (mars-juin 1986)
- Jörg Berger (en) (1986-déc. 1988)
- Fritz Fuchs (2) (jan.-avril 1989)
- Uwe Ehret (avril-juin 1989)
- Lorenz-Günther Köstner (juillet-août 1989)
- Uwe Ehret (2) (août-nov. 1989)
- Bernd Hoss (en) (déc. 1989-1990)
- Eckhard Krautzun (1990-1991)
- Volker Finke (1991-2007)
- Robin Dutt (en) (2007-2011)
- Marcus Sorg (juil.-déc. 2011)
- Christian Streich (déc. 2011-2024)
- Julian Schuster (depuis juil. 2024)

### Joueurs emblématiques
Nils Petersen est le meilleur buteur du club avec 86 buts ,. Andreas Zeyer détient le record du nombre de matchs joués toutes compétitions confondues (438, dont 236 en 1.Bundesliga).
Finke aura entrainé à Fribourg des joueurs comme Alain Sutter, Karim Matmour,  Mehdi Ben Slimane, Adel Sellimi, Sebastian Kehl, Zoubeir Beya ou encore Alexander Iashvili. En 2011, Papiss Cissé est 2e meilleur buteur de Bundesliga avec 22 buts. L'international sénégalais est transféré pendant l'hiver 2012 à Newcastle United en échange d'une indemnité d'environ 12 millions d'euros, un record pour le club.

### Effectif professionnel actuel
En grisé, les sélections de joueurs internationaux chez les jeunes mais n'ayant jamais été appelés aux échelons supérieurs une fois l'âge-limite dépassé ou les joueurs ayant pris leur retraite internationale.

## Supporters et rivalités
L'équipe peut compter sur un soutien fidèle et bruyant. Lorsque le club évolue en première division, le stade du SCF affiche régulièrement complet : les affluences moyennes sont supérieures à 22 000 (23 276 en 2012-2013), pour une capacité de 24 000 places. L'atmosphère y est particulièrement électrique lors des matchs face aux rivaux du SCF, notamment le VfB Stuttgart lors du « derby du Bade-Wurtemberg ». Par ailleurs, les supporters revendiquent des liens d'amitié avec ceux du Borussia Dortmund et ceux du FC Sankt Pauli. Ils ont également noué des liens avec le FC Nantes à la suite de la phase de groupes de la Ligue Europa 2022-2023.     
La principale organisation de supporters du SCF est le « Supporters Crew Freiburg », qui distribue à chaque match à domicile un fanzine baptisé Fanblock. Mais d'autres groupes existent, comme le « Freiburg United », le « Goalgetter United », les « Goldener Löwen » ou encore l'« Inferno Breisgau ».

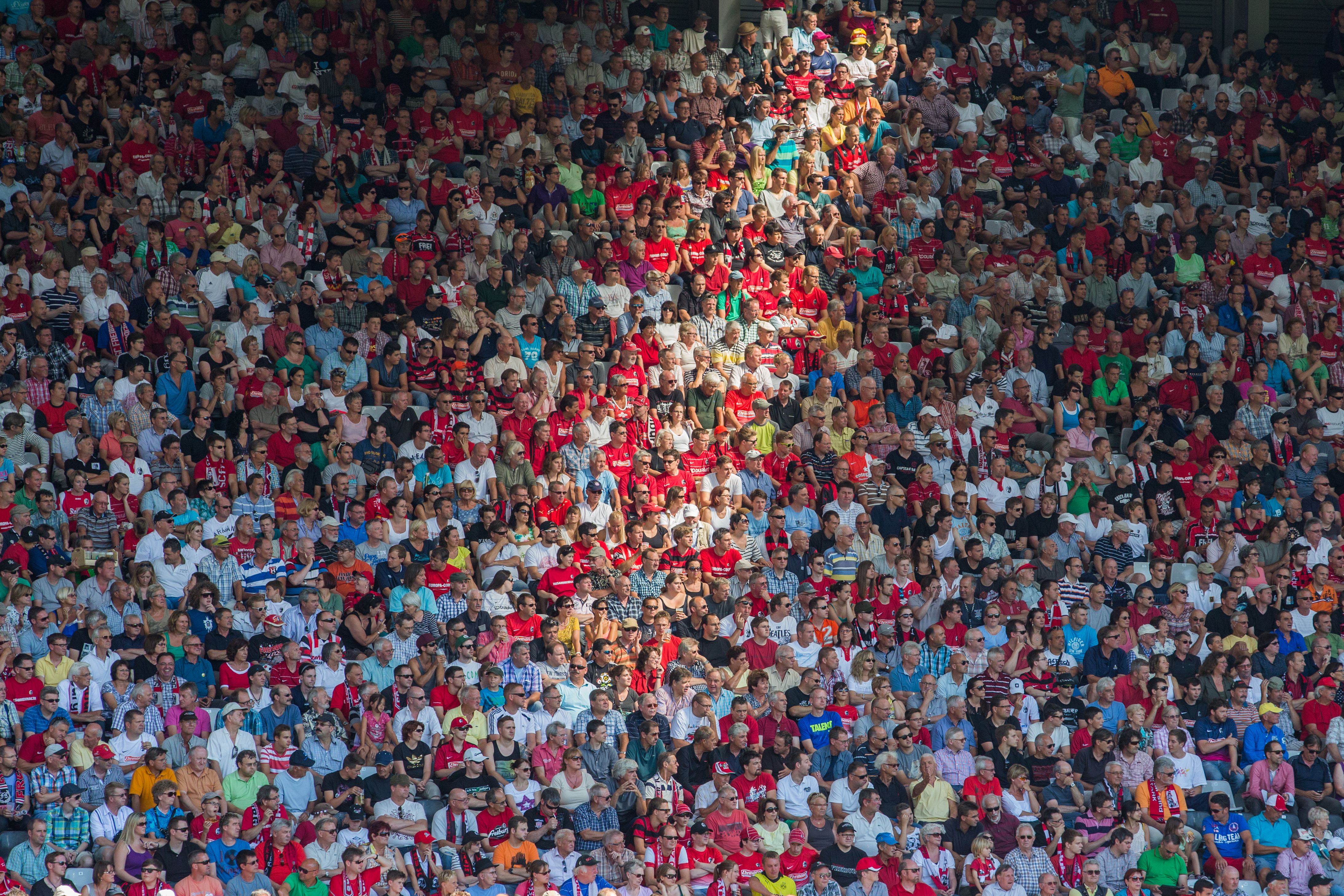
Tribune du public
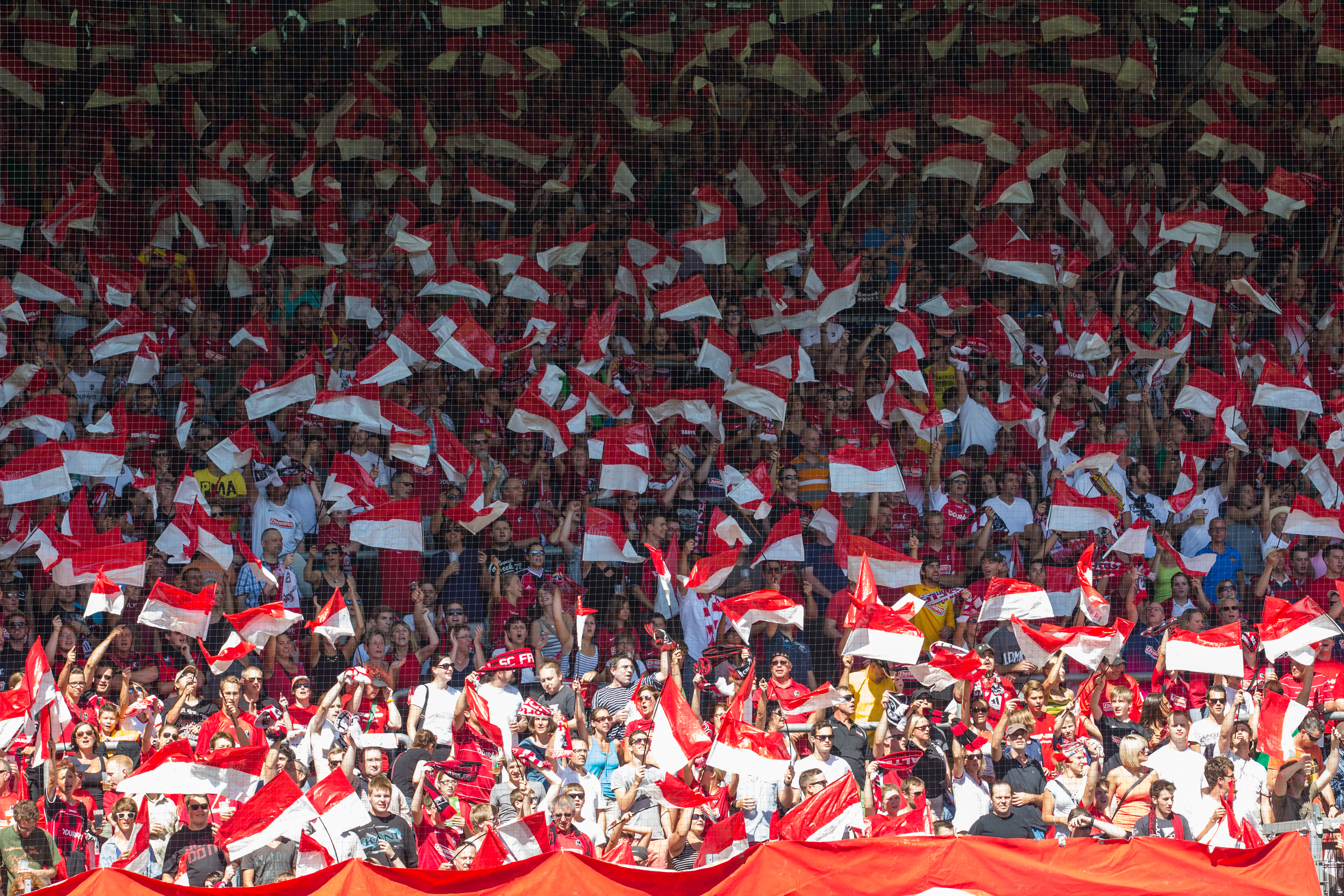
Tribune des supporters
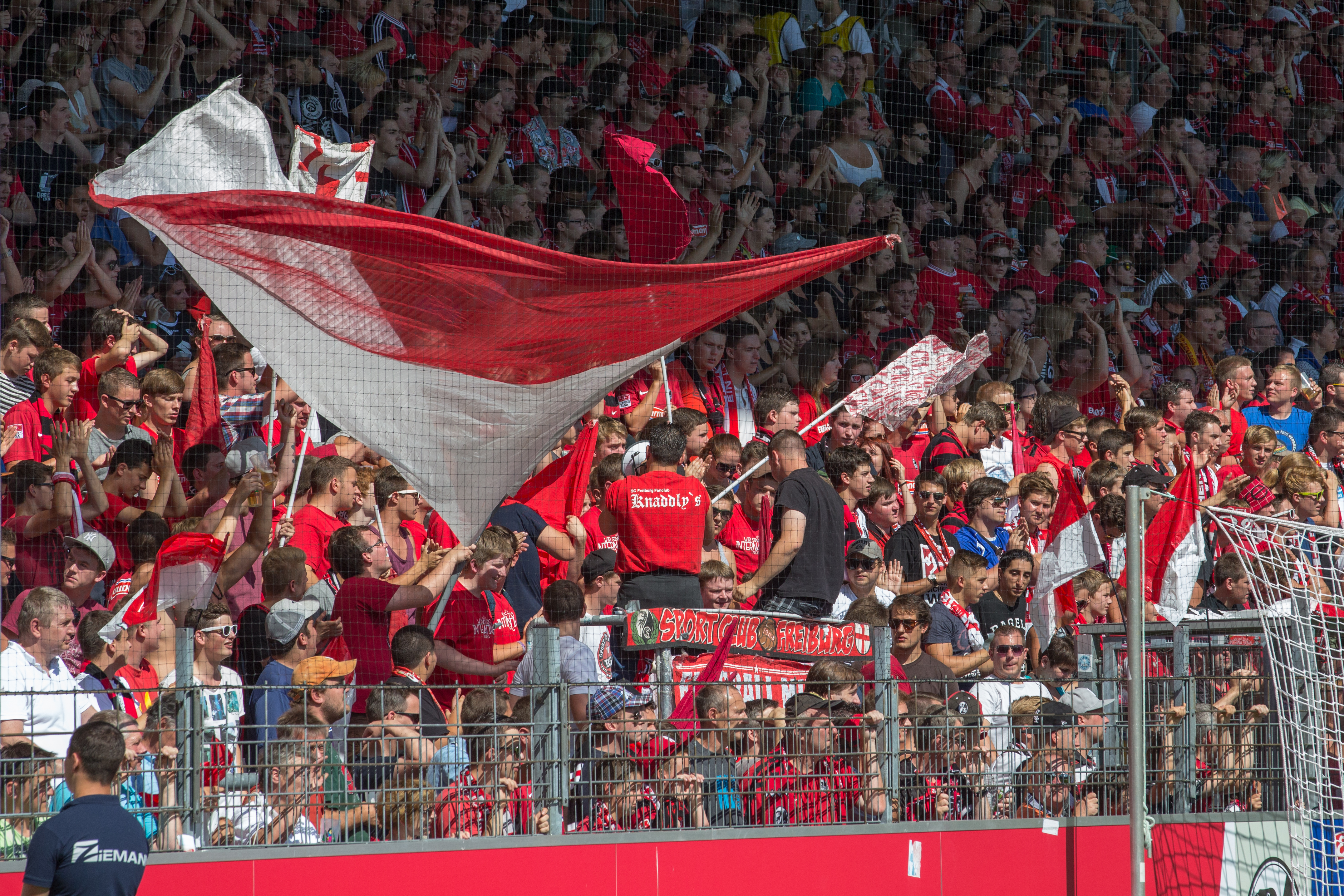
Tribune des supporters

## Galerie

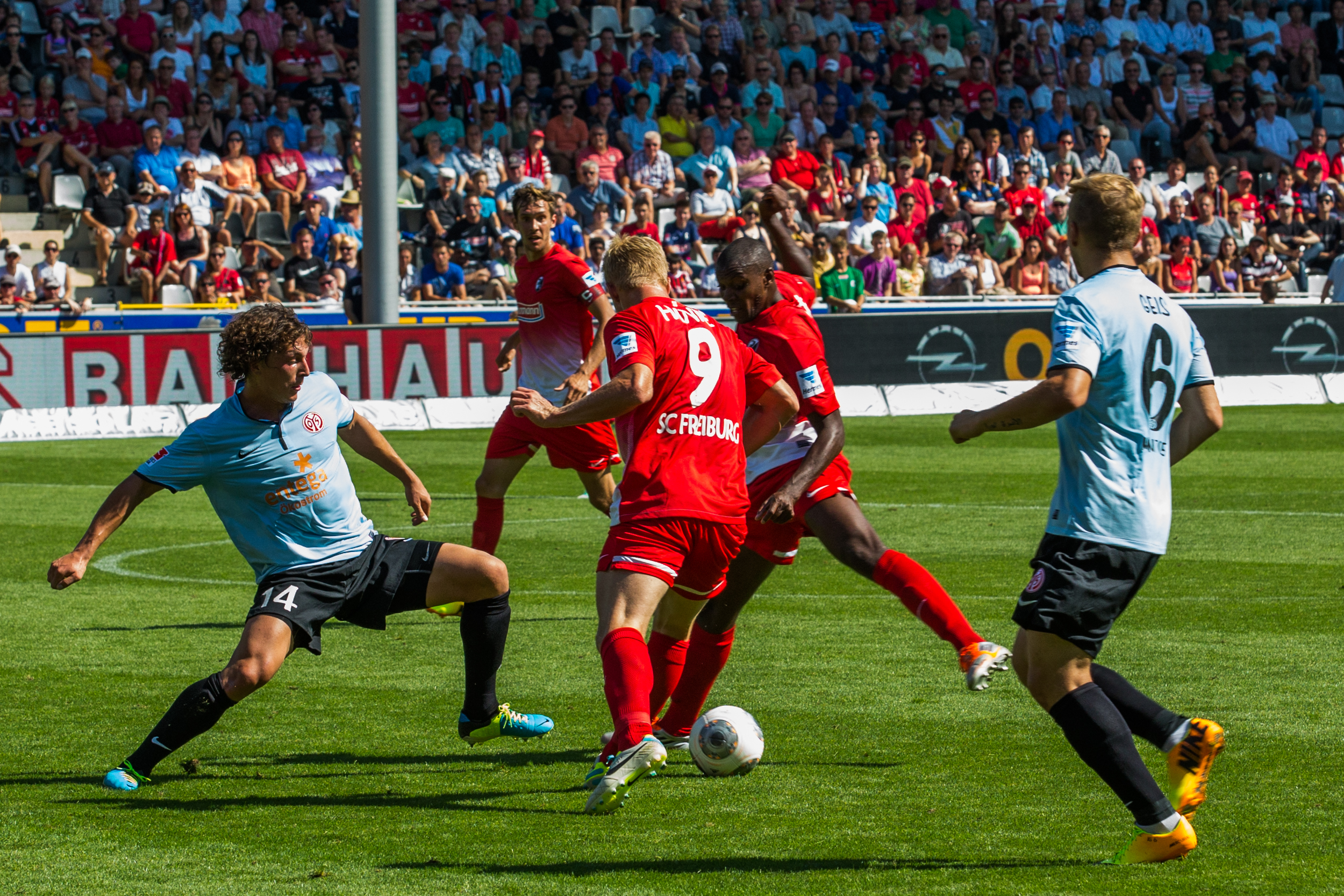
Lors du match SC Freiburg vs 1. FSV Mainz 05
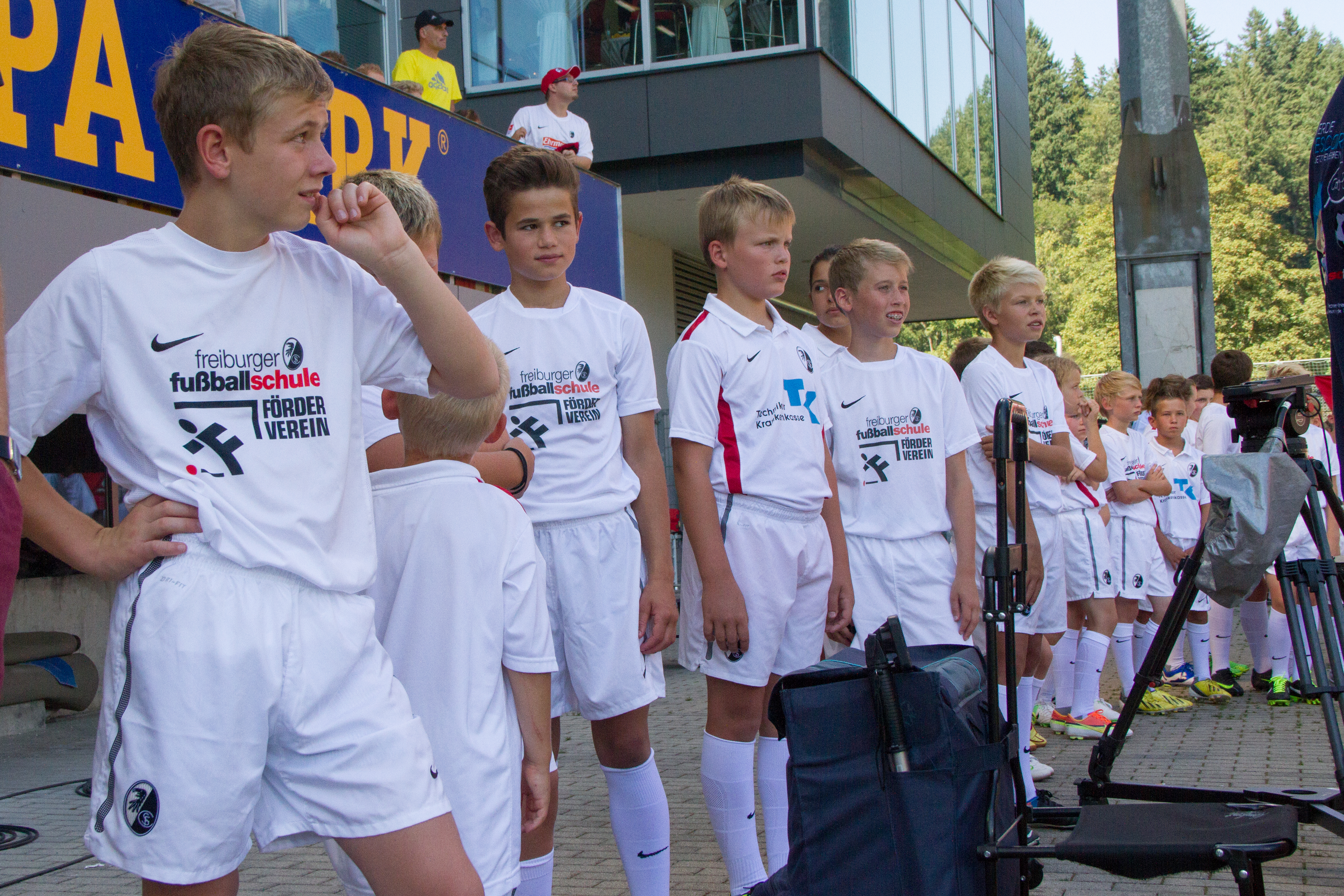
Les Escort-Kids du SC Freiburg
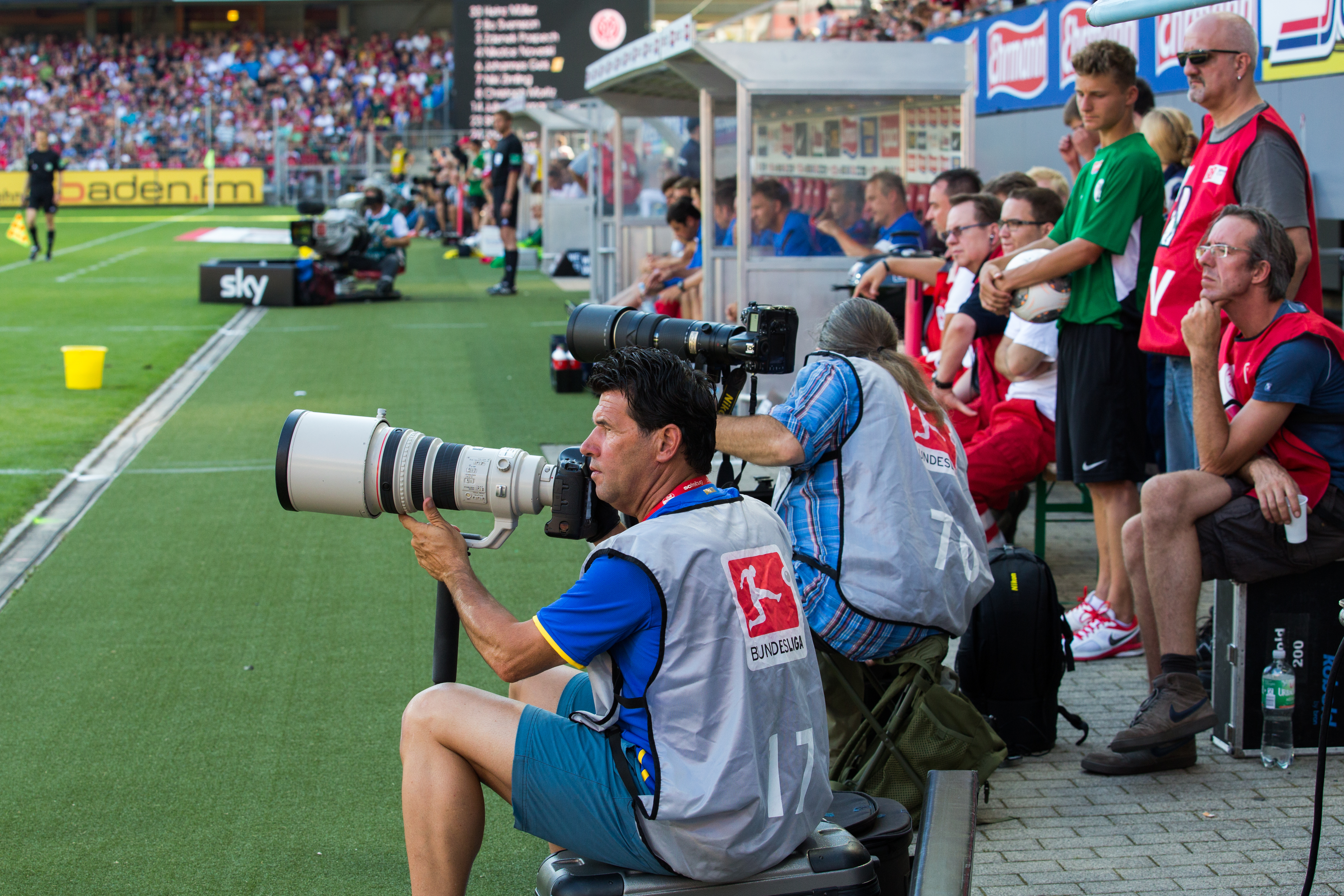
Les photographes de presse